# Rechterhandhoofdregel
De rechterhandhoofdregel (Engels: righthand head rule) of RHHR is een taalkundige regel die stelt dat het meest rechtse morfeem van een geleed woord typisch het hoofd is van dat woord, en dus de eigenschappen voor dat woord bepaalt. De regel werd voor het eerst geformuleerd door Edwin Williams met betrekking tot het Engels, maar kan ook voor het Nederlands verdedigd worden.

## De rechterhandhoofdregel in praktijk

### Samenstellingen
De rechterhandhoofdregel is duidelijk te zien in de meeste samenstellingen. Neem de volgende voorbeelden (waarbij N = nomen, A = adjectief, V = werkwoord):
- [naakt]A + [kat]N = [naaktkat]N
- [zwerf]V + [kat]N = [zwerfkat]N

In de bovenstaande voorbeelden is het rechterlid telkens een nomen, namelijk kat. Hoewel het linkerlid dat niet is, neemt het geheel de eigenschappen over van het rechterlid: zowel naaktkat als zwerfkat delen de woordsoort en het woordgeslacht van kat. Ook qua betekenis neemt het geheel de eigenschappen van het rechterlid over, zoals de volgende voorbeelden tonen:
- [chocolade]N + [melk]N = [chocolademelk]N
- [melk]N + [chocolade]N = [melkchocolade]N

Chocolademelk is in essentie immers "een soort melk", terwijl melkchocolade eigenlijk "een soort chocolade" is. 
De regel is overigens niet alleen in nominale samenstellingen te vinden, maar ook in bijvoorbeeld adjectivale of werkwoordelijke:
- [kastanje]N + [bruin]A = [kastanjebruin]A
- [muur]N + [klimmen]V = [muurklimmen]V

Kastanjebruin is immers "een soort bruin", en dus een adjectief; muurklimmen is dan weer een vorm van "klimmen", en dus een werkwoord.

### Afleidingen
Ook in heel wat afleidingen is de rechterhandhoofdregel terug te zien. Categoriebepalende suffixen, bijvoorbeeld, zijn in staat om steeds dezelfde woordsoort op te leveren, ondanks de woordsoort van het grondwoord waaraan ze zich hechten. Bijvoorbeeld:
- [blond]A + [-eer] = [blondeer]V
- [berg]N + [-achtig] = [bergachtig]A

Omdat een categoriebepalend suffix steeds de woordsoort en dus ook de eigenschappen van een afleiding bepaalt, kan het gezien worden als het hoofd van die afleiding.

## Kritiek
Hoewel de regel algemeen aanvaard is, bestaan er ook een aantal uitzonderingen op. Zo zijn er heel wat gelede woorden waarbij het hoofd niet aan de rechterkant zit. Copulatieve samenstellingen, bijvoorbeeld, hebben geen echt hoofd aangezien ze uit gelijkwaardige elementen bestaan:
- [zoet]A + [zuur]A = [zoetzuur]A

Ook zijn er exocentrische samenstellingen, die niet uit gelijkwaardige elementen bestaan maar waarbij het rechterlid niet de essentiële betekenis van het geheel bevat:
- [rood]A + [borst]N = [roodborst]N

Een roodborst is immers niet "een soort borst", maar een soort vogel.
Een andere uitzondering op de rechterhandhoofdregel zijn de categoriebepalende prefixen. Dat zijn prefixen, en dus morfemen die zich uitsluitend aan de linkerkant van een woord bevinden. Aangezien ze categoriebepalend zijn, kunnen ze een woordsoort opleveren die verschilt van degene van het grondwoord waaraan ze zich hechten. Enkele voorbeelden:
- [ont-] + [groen]A = [ontgroen]V
- [ver-] + [huis]N = [verhuis]V

Ten slotte zijn er heel wat talen waarbij het hoofd typisch links in een woord zit, of zowel links als rechts kan zitten, zoals het Frans. De rechterhandhoofdregel is dus zeker geen universeel verschijnsel.